# Parafia św. Floriana w Bedlnie
Parafia Świętego Floriana w Bedlnie – parafia należąca do dekanatu Żychlin diecezji łowickiej leżąca na terenie metropolii łódzkiej. Erygowana w XIV wieku. Mieści się pod numerem 56. Duszpasterstwo w niej prowadzą księża diecezjalni.
Miejscowości należące do parafii: Bedlno, Czesławów, Drzewoszki Wielkie, Drzewoszki Małe, Florianów, Franciszków Nowy, Groszki, Janów, Kręcieszki, Marynin, Pniewo, Pniewska Kolonia, Stanisławice, Szewce Nagórne, Szewce Walentyna, Wojszyce, Wydmuch, Wyrów, Zleszyn.
Kościół zbudowany w latach 1959 - 1963. Świątynia posiada dwie nawy różnej wysokości. Po drugiej stronie nawy głównej, przez analogię do nawy bocznej, znajduje się zakrystia oraz kaplica Matki Bożej Częstochowskiej, nakryta hełmem w kształcie korony. Mocno prześwietlony kościół ma okna zaopatrzone w witraże. Wyposażenie wnętrza jest nowoczesne. Ołtarz, ambona, ściana wokół tabernakulum pokryte są metaloplastyką, podobnie wykonana jest Droga Krzyżowa.